# Ramal CC4 del Ferrocarril Belgrano
El Ramal CC4 pertenece al Ferrocarril General Belgrano, Argentina.

## Ubicación
Se ubica en las provincias de Santa Fe y Córdoba, uniendo las ciudades de San Francisco y Rafaela.

## Características
El ramal fue construido por la empresa Ferrocarril Central Córdoba a fines del siglo XIX.
Es un ramal de la red de trocha angosta del Ferrocarril General Belgrano, cuya extensión es de 62,3 km entre las estaciones San Francisco CC y Rafaela F.
Un pequeño sector de las vías se encuentran bajo operación de la empresa estatal Trenes Argentinos Cargas.